# 印西市立本埜中学校
印西市立本埜中学校（いんざいしりつ もとのちゅうがっこう）は、千葉県印西市笠神にある公立中学校。

## 概要
JR成田線小林駅から東南へ約2km、徒歩20分に位置し、利根川、印旛沼と隣接している水郷地帯と大地を中心とした2つの地域で構成されている。

## 学区
中根、荒野、角田、滝、物木、笠神、行徳、川向、下曽根、中、萩埜、桜野、押付、佐野屋、和泉屋、甚兵衛、松木、立埜原、中田切、下井、長門屋、酒直ト杭、安食ト杭、将監、本埜小林、みどり台、竜腹寺及び惣深新田飛地の各一部の区域

## 著名な出身者
- 土井宏昭（陸上競技選手）